# Леонидас, Джорджина
Джорджина Леонидас (англ. Georgina Leonidas; род. 28 февраля 1990 года, Лондон, Англия) — английская актриса театра, кино и телевидения; младшая сестра актрисы Стефани Леонидас.

## Происхождение
Джорджина родилась в Лондоне в семье грека-киприота и британки с богатой родословной. Кроме неё в семье ещё трое детей: старшая сестра актриса Стефани Леонидас, старший брат актёр Димитри Леонидас и сестра Хелена Леонидас, работающая учителем.
Джорджина обучалась в начальной школе Престон Парк в Уэмбли, Лондон.

## Карьера
Впервые Джорджина оказалась на сцене в 1999 году, когда сыграл роль маленькой Козетты в театральной постановке романа Гюго «Отверженные». Затем, в 2002 году, она сыграла роль Молли в британском ситкоме «Шоу Бэзила Браша». После окончания съёмок «Шоу Бэзила Браша», Джорджина стала приглашённой звездой в британском телесериале «Холби Сити». В начале 2007 года она получила роль Кэти Белл в фильме «Гарри Поттер и Принц-полукровка», заменив ушедшую из проекта Эмили Дейл; позже она озвучила свою героиню в одноимённой игре. В следующем году Джорджина сыграла роль Майи в короткометражном фильме «Багдадский Экспресс», а ещё год спустя появилась ещё в одном короткометражном фильме «Дрифтвуд». Позже Джорджина появилась в нескольких эпизодах сериалов «Новые трюки» и «Мифы», а также в фильме «Девять».
Джорджина повторила роль Кэти Белл в двух последних фильмах о Гарри Поттере в 2010 и 2011 годах. В то же время она продолжила театральную карьеру, сыграв в спектаклях «Первые выборы» и «Реальная вещь». Позже она сыграла роль Джеммы в телесериале «Волшебники против пришельцев» и роль Иззи в постановке «Лицо».

## Фильмография
| Год       |     | Русское название                    | Оригинальное название                         | Роль           |
| --------- | --- | ----------------------------------- | --------------------------------------------- | -------------- |
| 2002—2007 | с   | Шоу Бэзила Браша                    | The Basil Brush Show                          | Молли          |
| 2007      | с   | Холби Сити                          | Holby City                                    | Али Джарвис    |
| 2008      | кор | Багдадский Экспресс                 | англ. Baghdad Express                         | Майя           |
| 2009      | в   | Дрифтвуд                            | англ. Driftwood                               |                |
| 2009      | ф   | Гарри Поттер и Принц-полукровка     | Harry Potter and the Half-Blood Prince        | Кэти Белл      |
| 2009      | ки  | Гарри Поттер и Принц-полукровка     | Harry Potter and the Half-Blood Prince        | Кэти Белл      |
| 2009      | ф   | Девять                              | Nine                                          | дочь медсестры |
| 2009      | с   | Мифы                                | англ. Myths                                   | Андра          |
| 2009      | с   | Новые трюки                         | New Tricks                                    | Кираз Йылмаз   |
| 2010      | кор | Небо везде                          | англ. The Sky is Everywhere                   | Ленни          |
| 2010      | ф   | Гарри Поттер и Дары Смерти. Часть 1 | Harry Potter and the Deathly Hallows — Part 1 | Кэти Белл      |
| 2011      | ф   | Гарри Поттер и Дары Смерти. Часть 2 | Harry Potter and the Deathly Hallows — Part 2 | Кэти Белл      |
| 2012      | ф   | Пападопулос и сыновья               | Papadopoulos & Sons                           | доктор         |
| 2013      | с   | Волшебники против пришельцев        | Wizards vs Aliens                             | Джемма Рейвен  |
| 2013      | кор | Неприкасаемый                       | англ. Untouchable                             | Симон          |

### Театральные роли
- 1999 год «Отверженные» — маленькая Козетта
- 2010 год «Первые выборы» — мастер церемоний
- 2012 год «Реальная вещь» — Дебби
- 2013 год «Лицо» — Иззи
- 2014 год «Чёрный кофе» — Лючия Амори